# Bundesgartenschau

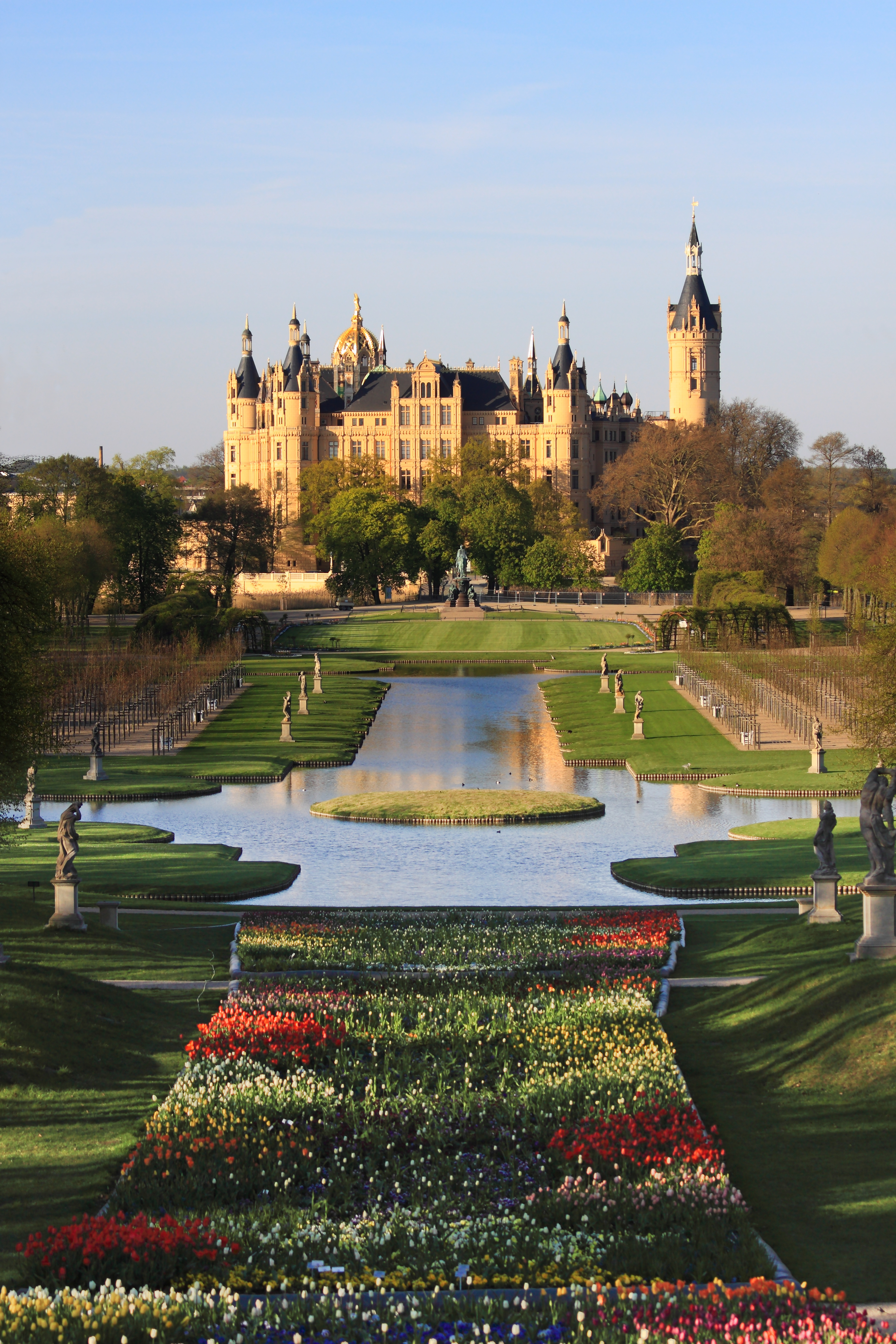
BUGA 2009: Castillo de Schwerin 3 días antes de la apertura del BUGA.

La Bundesgartenschau (abrv. BUGA) es la exhibición hortícola bienal Federal de Alemania. También cubre temas como el ajardinamiento. Tiene lugar en diversas ciudades, cambiando la localización en un ciclo de dos años. Todos los días años la Bundesgartenschau es una internationale Gartenschau.
En el año 2009 el BUGA fue organizado por la ciudad de Schwerin desde el 23 de abril al 1 de octubre.
Con un alto presupuesto, en las citas respectivas se observan las últimas tendencias de la arquitectura del paisaje y jardinería, en apoyo de los objetivos de desarrollo regional. Una buena discusión general sobre la historia del « Bundesgartenschau », se puede encontrar en el libro Argumentos para la revisión: El festival del jardín en el diseño y planeamiento urbano" por Andrew Theokas 

## Ciudades-BUGA
- 1951 - Hanóver
- 1953 - Hamburgo
- 1955 - Kassel
- 1957 - Colonia
- 1959 - Dortmund
- 1961 - Stuttgart
- 1963 - Hamburgo
- 1965 - Essen
- 1967 - Karlsruhe
- 1969 - Dortmund
- 1971 - Colonia
- 1973 - Hamburgo
- 1975 - Mannheim
- 1977 - Stuttgart
- 1979 - Bonn
- 1981 - Kassel
- 1983 - Múnich
- 1985 - Berlín
- 1987 - Düsseldorf
- 1989 - Fráncfort del Meno
- 1991 - Dortmund
- 1993 - Stuttgart
- 1995 - Cottbus
- 1997 - Gelsenkirchen
- 1999 - Magdeburgo
- 2001 - Potsdam
- 2003 - Rostock
- 2005 - Múnich
- 2007 - Gera (Hofwiesenpark) y Ronneburg (Turingia) ("Neue Landschaft Ronneburg" nuevo paisaje de Ronneburg)
- 2009 - Schwerin
- 2011 - Coblenza
- 2013 - Hamburgo
- 2015 - Osnabrück
- 2017 - Berlín
- 2019 - Heilbronn
- 2021 - Erfurt
- 2023 - Mannheim